# Zwangsbremsung
Mit Zwangsbremsung bezeichnet man im Schienenverkehr eine Schnellbremsung eines Zuges, die durch das Trennen der Bremsleitung (aufgrund von Zugtrennung oder eines Defekts), von einem Zugbeeinflussungssystem oder von der Sicherheitsfahrschaltung (Sifa) ausgelöst wird. Je nach Triebfahrzeug existieren weitere Überwachungssysteme, die eine Zwangsbremsung auslösen können, etwa bei diesel-hydraulischen Triebfahrzeugen der Übertourungsschutz des Getriebes. Eine Zwangsbremsung kann auch ausgelöst werden, wenn sich die Federspeicherbremse während der Fahrt anlegt, wie es etwa bei der Siemens ES64U2 der Fall ist.
Die Zwangsbremsung darf nicht mit der vom Triebfahrzeugführer in Gefahrensituationen eingeleiteten Schnellbremsung oder mit der von einem Fahrgast in einem Reisezug ausgelösten Notbremsung gleichgesetzt werden; in der Wirkung unterscheiden sich diese jedoch nicht voneinander.

## Sicherheitsfahrschaltung (Sifa)
Die Sicherheitsfahrschaltung (Sifa), in der Schweiz Sicherheitssteuerung, überwacht die Arbeitsfähigkeit des ohne Beimann im Führerraum allein arbeitenden Triebfahrzeugführers. Dieser muss während der Fahrt nach einer bestimmten Zeitspanne oder einem bestimmten zurückgelegten Weg (oder einer Kombination) eine Fuß- oder Handtaste loslassen und erneut betätigen. Unterbleibt diese Bedienung, leuchtet ein Leuchtmelder auf. Unterbleibt die Bedienung noch immer, ertönt ein Warnton oder eine Sprachausgabe. Bedient der Triebfahrzeugführer die Sifa-Bedienelemente auch dann nicht, folgt eine Zwangsbremsung. Die genauen Einstellungen hängen von nationalen Vorschriften und der jeweils eingesetzten Ausrüstung ab.

## Zugbeeinflussung

Führerstandsanzeige einer Zwangsbremsung (von 174 auf 160 km/h) im Driver Machine Interface (DMI) unter ETCS (Betriebsart Full Supervision)

Zugbeeinflussungssysteme können eine Zwangsbremsung auslösen, zum Beispiel, wenn haltzeigende Signale überfahren werden, bestimmte Warnungen nicht vom Triebfahrzeugführer quittiert wurden oder wenn überwachte Geschwindigkeiten oder Bremskurven überschritten werden. Im letzteren Fall wird je nach System eine Zwangsbremsung entweder bis zum Stillstand durchgeführt oder selbsttätig gelöst, wenn die überwachte Geschwindigkeit wieder unterschritten wird.
Einige Systeme lösen bei erkannten eigenen Fehlfunktionen (z. B. Rechnerausfall, Übertragungsstörung) ebenfalls eine Zwangsbremsung aus, sodass ein Ausfall zur sicheren Seite hin gewährleistet ist. Ein ETCS-Fahrzeuggerät wechselt in diesem Fall in die Betriebsart System Failure.